# Saurach
Saurach ist ein Ortsteil des Crailsheimer Stadtteils Triensbach im Landkreis Schwäbisch Hall, Baden-Württemberg.
Der Ort wurde erstmals 1357 als Surheim erwähnt. Um 1600 erfolgte Umbenennung nach Saurhof (wahrscheinlich von saurer Boden abgeleitet).
Der Ort war 1357 Teil des hohenlohischen Amtes Lobenhausen. Crailsheim erwarb von Erkenbrechtshausen um 1600 das Dorf. 1732 existierten zwei seckendorffsche Höfe des Rittergutes Erkenbrechtshausen. Die Gerichtsbarkeit wurde 1732 durch Hohenlohe an Ansbach abgetreten und wurde deshalb 1797 preußische Landeshoheit.
Das Dorf liegt etwa 8 km westlich von Crailsheim an der Landesstraße 1012 und der Kreisstraße 2500 in einer landwirtschaftlich geprägten Gegend. Im Norden des nur aus wenigen Häusern bestehenden Dorfs verläuft der Sauerbach, der nach wenigen hundert Metern in die Schmerach mündet.
Das Dorf ist durch die von Stadtbus Crailsheim betriebene Buslinie 66 an den öffentlichen Personennahverkehr angeschlossen.
Seit 2013 veranstaltet der Beat-Bus e.V. aus Kirchberg in Saurach jährlich ein dreitägiges Musikfestival mit Schwerpunkt auf elektronischer Tanzmusik, das unter wechselnden Namen stattfindet.